# فرانك بي. وودز
فرانك بي. وودز هو سياسي أمريكي، ولد في 11 ديسمبر 1868 في شارون في الولايات المتحدة، وتوفي في 25 أبريل 1944 في ألتادينا في الولايات المتحدة. نشط حزبياً في الحزب الجمهوري. وقد انتخب عضو مجلس النواب الأمريكي.